# Delito de incendio

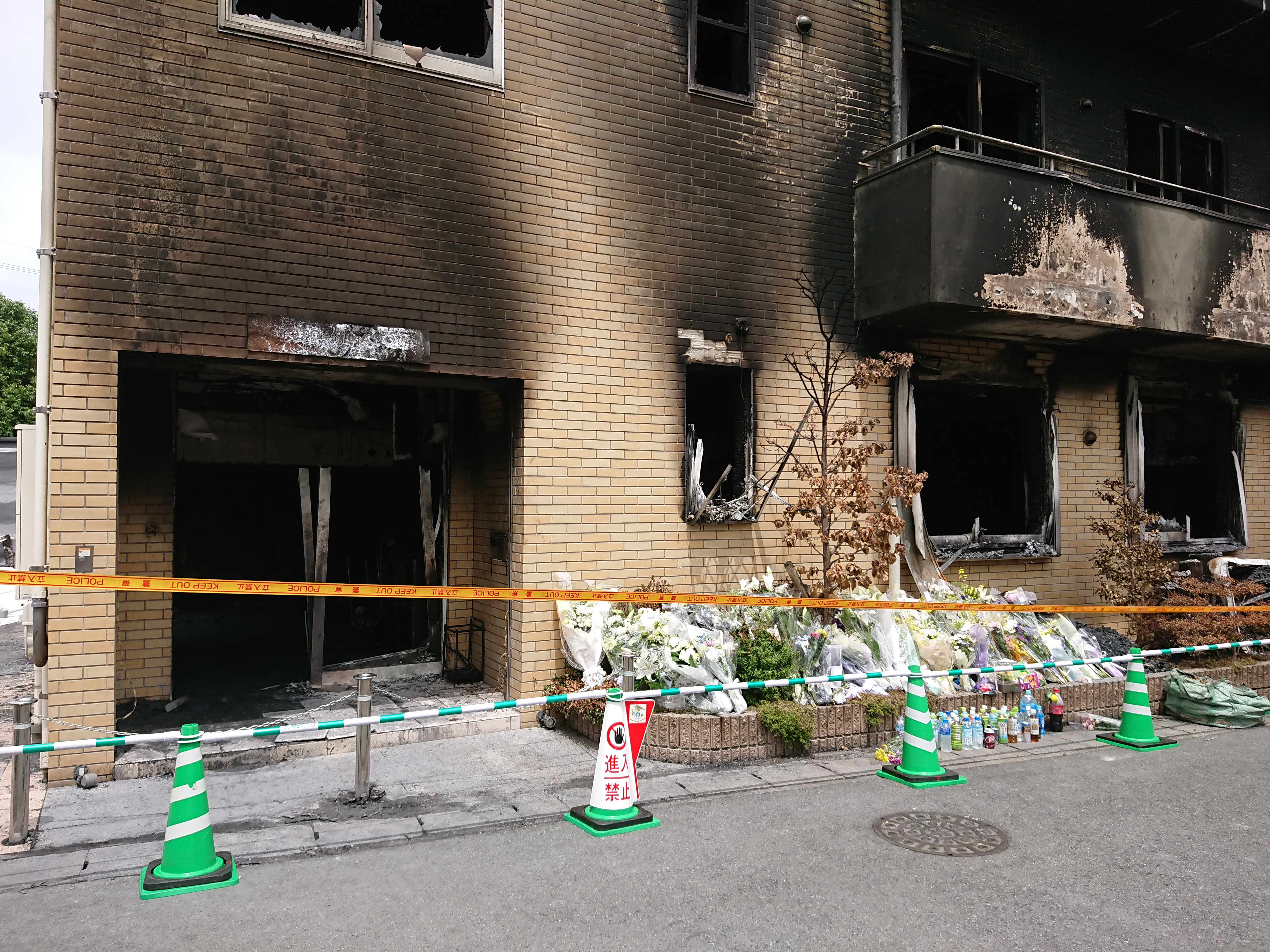
Restos del edificio de Kyoto Animation luego del ataque incendiario.

El incendio intencionado es un crimen que se define ordinariamente en la ley como el daño delictivo o la destrucción ilícita de alguna propiedad por medio del fuego.
En casi todos los países a excepción de Gran Bretaña, un incendiario es culpable de homicidio si alguna persona muere como resultado de su acción, aun cuando el delincuente no haya tenido la intención de matar. En Alemania y en algunos estados de los Estados Unidos, también se dictan serias penas por el delito de incendio cuando se comete para disimular o destruir la prueba (o pruebas) de otro acto criminal.
Aunque la quema accidental o el descuido ordinario no se consideran como incendio premeditado, una persona puede ser declarada culpable del delito de incendio, si causa uno sin tener la debida prudencia por las consecuencias de sus actos, en cuyo caso el delito sería culposo. Ejemplo de ello puede darse a consecuencia de fumar en lugares donde hay substancias inflamables o mientras se carga combustible. 

## Incendio forestal
En muchas legislaciones del mundo el incendio forestal se contempla como un delito que puede acarrear penas de prisión.
En España se encuentra regulado en el artículo 352 del Código Penal en su modalidad básica, donde se dicta en los siguientes términos:
«Los que incendiaren montes o masas forestales, serán castigados con las penas de prisión de uno a cinco años y multa de doce a dieciocho meses. Si ha existido peligro para la vida o integridad física de las personas, se castigará el hecho conforme a lo dispuesto en el artículo 351 (prisión de diez a veinte años), imponiéndose, en todo caso, la pena de multa de doce a veinticuatro meses.»
Circunstancias como la existencia o no de intencionalidad, el grado de imprudencia incurrido, la gravedad o extensión del incendio, etc., actúan como agravantes o atenuantes en la fijación de la pena.